# 스몰나

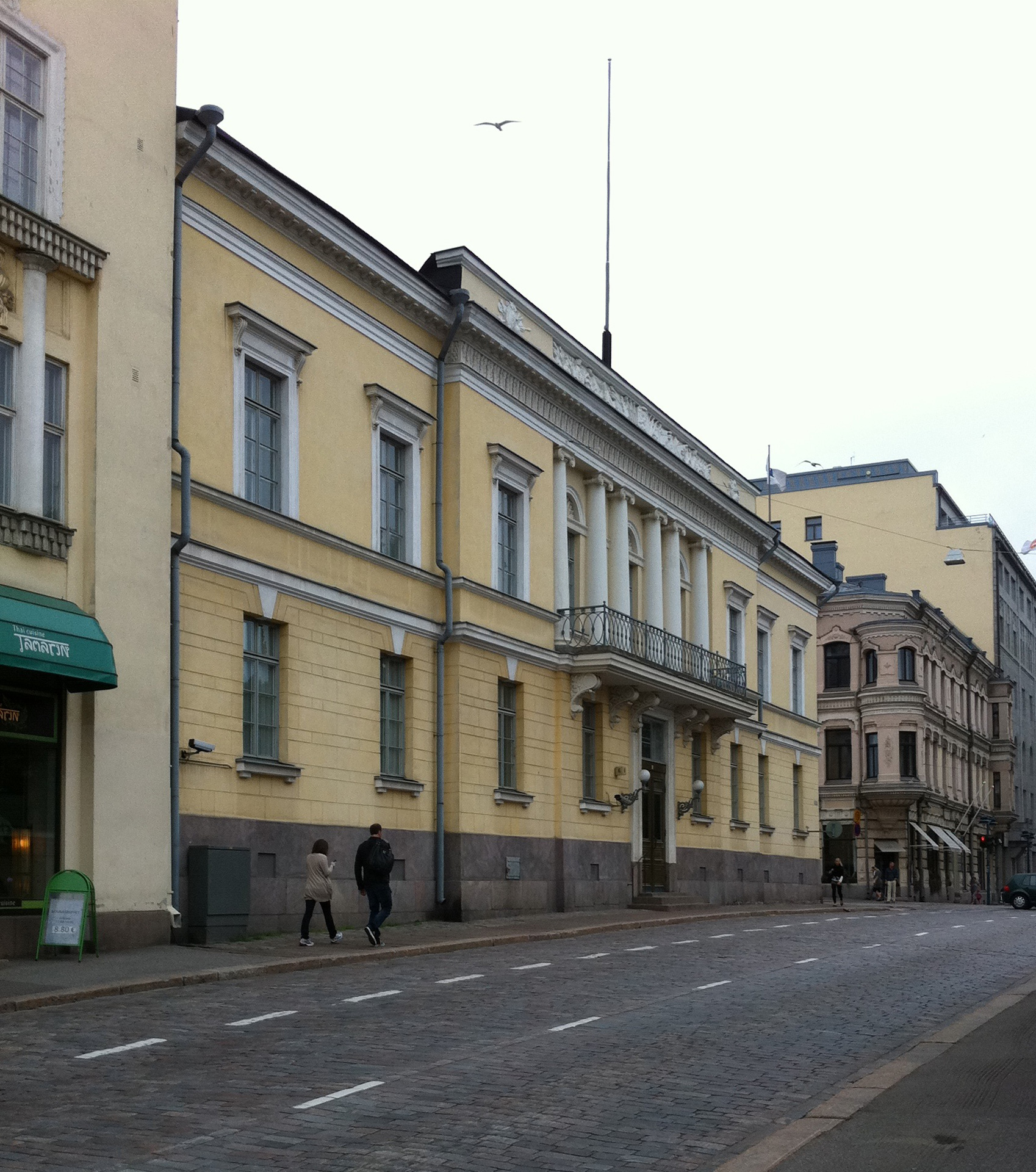

스몰나(핀란드어: Smolna)는 핀란드 헬싱키 시 카르틴카우풍키 구에 위치한 앙피르 양식 건물이다. 국가평의회의 영빈관으로 사용된다.
1822년 핀란드 대공국 군사총감 관저로 지어졌다. 1835년 핀란드 총독의 관저로 변경되었다. 1918년 핀란드 내전 때는 적위대가 점거하고 본부로 사용했는데, 이때 상트페테르부르크의 볼셰비키가 본부로 사용하던 스몰니 연구소의 이름에서 착안에 스몰나라는 별명을 붙였다. 내전 종전 이후로도 이 별명은 그대로 붙은 채 남았다. 이후 핀란드 주둔 독일군 동해사단 사단장인 뤼디거 폰 데어 골츠 백작이 여기서 지냈으며, 이후 핀란드의 섭정이 된 칼 구스타프 에밀 만네르헤임 남작이 1919년까지 집무했다. 그 뒤 정부 건물로 쓰이다가 1964년부터 영빈관으로 전환되었다.